# 塞缪尔·奥斯古德
塞缪尔·奥斯古德（英語：Samuel Osgood，1747年2月3日—1813年8月12日），美国商人、政治家，曾任美国邮政部长（1789年-1791年）。
| 前任： 首任 | 美国邮政部长 1789年-1791年 | 繼任： 蒂莫西·皮克林 |

Template:美国邮政部长